# 1989 FA
1989 FA är en asteroid i huvudbältet, som upptäcktes den 28 mars 1989 av den japanske amatörastronomen Atsushi Sugie i Dynic-observatoriet.
Asteroiden har en diameter på ungefär 4 kilometer.